# Польйос
Польйос (ісп. Pollos) — муніципалітет в Іспанії, у складі автономної спільноти Кастилія-і-Леон, у провінції Вальядолід. Населення — 697 осіб (2010).
Муніципалітет розташований на відстані близько 170 км на північний захід від Мадрида, 39 км на південний захід від Вальядоліда.

## Демографія
Динаміка населення (INE ):